# Christine Daaé

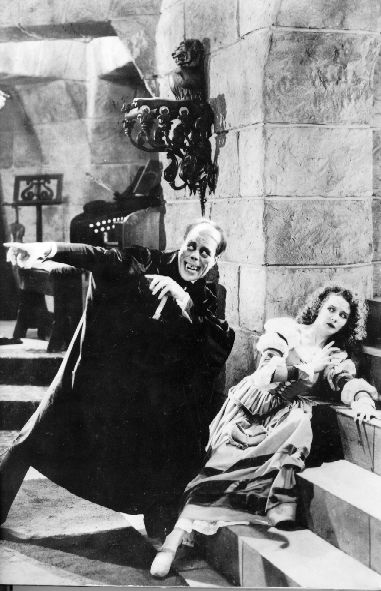
Mary Philbin è Christine assieme a Lon Chaney (Erik, il fantasma) nel film del 1925

Christine Daaé è la protagonista femminile del romanzo di Gaston Leroux Il fantasma dell'Opera.
È la giovane cantante di cui Erik, il personaggio eponimo, è innamorato. Ha circa vent'anni e voce di soprano. Si tratta dello stereotipo di ingenua.

## Nel romanzo
Secondo il romanzo di Gaston Leroux, Christine Daaé è nata appena fuori dalla città svedese di Uppsala. Sua madre morì quando Christine aveva sei anni, ed è stata quindi cresciuta dal padre, in viaggio per le fiere dove suonava il violino e cantava.
La famiglia Daaé è stata scoperta dal professor Valerius, che li portò a Göteborg e poi a Parigi, per provvedere alla formazione di Christine.
Christine era molto vicino a suo padre, che le raccontava fiabe scandinave (l'"Angelo della Musica" era la fiaba preferita di Christine). Il signor Daaé morì a Parigi, lasciando la figlia alle cure della Signora Valerius, che la iscrisse al Conservatorio.
Christine studia canto lirico per compiacere la madre adottiva, ma con la morte del padre ella ha perso tutta la passione per il canto.
Christine ritrova la passione per il canto con Il Fantasma dell'Opera, che le dice di essere l'Angelo della Musica inviatole dal padre.
Christine divide la sua lealtà tra il suo mentore Erik, e il suo amore per il Visconte Raoul de Chagny.

### Il nome del padre
Sono nati alcuni dubbi circa il nome del padre di Christine, il geniale violinista svedese.
Nel romanzo viene presentato come Gustave Daaé, ma viene solitamente chiamato solo Papà Daaé.
Nel video promozionale di Sarah Brightman per l'arioso del musical di Webber Wishing You Were Somehow Here Again, sulla tomba del padre di Christine appare il nome Charles Daaé.
Tuttavia nella transposizione cinematografica del 2004 nella cappella del teatro dell'opera c'è una foto del padre di Christine (l'uomo nella foto è Ramin Karimloo), con sopra la scritta "Gustave Daaé").

## Nel Musical di Andrew Lloyd Webber
Christine Daaé: soprano. Ballerina di fila dell'Opéra Populaire, figlia di un importante violinista. Adottata da Madame Giry dopo la morte del padre, ha vissuto sempre all'interno del teatro, imparando l'arte del canto dalla voce del Fantasma, da lei creduto un Angelo mandatole dal padre. Ruolo vocalmente tra i più impegnativi del repertorio musical contemporaneo, si sviluppa in tutta la tessitura sopranile (sino al mi sovracuto nel finale di The Phantom of the Opera). L'interprete deve possedere una effettiva dimestichezza con il canto lirico, oltre ad una notevole versatilità, passando da arie spiccatamente operistiche (Think of Me) a brani che richiedono un'emissione più leggera (p.e. All I Ask of You). La voce deve essere inoltre in grado di affrontare passaggi di coloritura e al tempo stesso mantenere un timbro aggraziato e melodico (per evidenziare il contrasto con la voce di Carlotta Giudicelli).
La prima interprete di Christine fu l'attrice Sarah Brightman.
Altre interpreti che hanno sostenuto questo ruolo ottenendo il favore della critica sono: Claire Moore, Rebecca Caine, Myrra Malmberg, Rachel Barrell, Leila Benn Harris, Robyn North, Gina Beck, Sierra Boggess, Jennifer Hope Wills, Rebecca Pitcher, Rebecca Luker, Charlotte Page e Lisa Vroman. Nel film del 2004, è interpretata da Emmy Rossum.

## InLove Never Dies
Nel musical del 2010 di Andrew Lloyd Webber Love Never Dies, seguito de il Fantasma dell'Opera, Christine continua ad essere uno dei personaggi principali.
Si scopre che la notte in cui avvennero i tragici eventi che concludono il prequel, dopo essere stata salvata da Raoul, Christine torna dal Fantasma e trascorre una notte d'amore con lui. Ma al mattino seguente il Fantasma, temendo di venir rifiutato nuovamente dalla donna che ama, fugge.
In quel rapporto Christine concepisce un figlio; la donna allora si affretta a sposare Raoul per far sì che l'uomo creda che il figlio sia suo.
Dieci anni dopo la famiglia composta da Raoul, Christine ed il figlio Gustave vanno negli Stati Uniti, invitati da Mr. Y, fantomatico proprietario di un Lunapark a Coney Island.
Christine è obbligata ad accettare di cantare l'aria perché la famiglia ha una crisi economica, a causa del fatto che Raoul sia diventato un alcolizzato.
Qui Christine scopre che Mr. Y è il Fantasma, che scopre che Gustave non è figlio di Raoul bensì suo.
Alla fine del musical Meg Giry, invidiosa del talento di Christine e dal fatto che il fantasma dedichi a lei ogni sua attenzione, spara al soprano, uccidendola.
Prima di morire Christine rivela a Gustave la vera identità di suo padre, il Fantasma.
Christine è stata interpretata originariamente da Sierra Boggess, poi sostituita da Celia Graham.

## Curiosità
Diverse ricerche sostengono che il personaggio Christine Daaé si basi sulla stella dell'opera svedese, Christina Nilsson, nota anche come Kristina Nilsson o Christine Nilsson.